# Veliki deltoidni ikozitetraeder
| Veliki deltoidni ikozitetraeder                           | Veliki deltoidni ikozitetraeder                     |
| --------------------------------------------------------- | --------------------------------------------------- |
|                                                           |                                                     |
| Vrsta                                                     | zvezdni polieder                                    |
| Elementi                                                  | F = 24, E = 48, V =26 ({\displaystyle \chi \,} = 2) |
| Grupa simetrije                                           | Oh, [4,3], *432                                     |
| Indeksi                                                   | DU17                                                |
| nekonveksni veliki rombiikozidodekaeder (dualni polieder) |                                                     |

Veliki deltoidni ikozitetraeder je dualno telo nekonveksnega velikega rombikubooktaedra.